# Milda Valčiukaitė

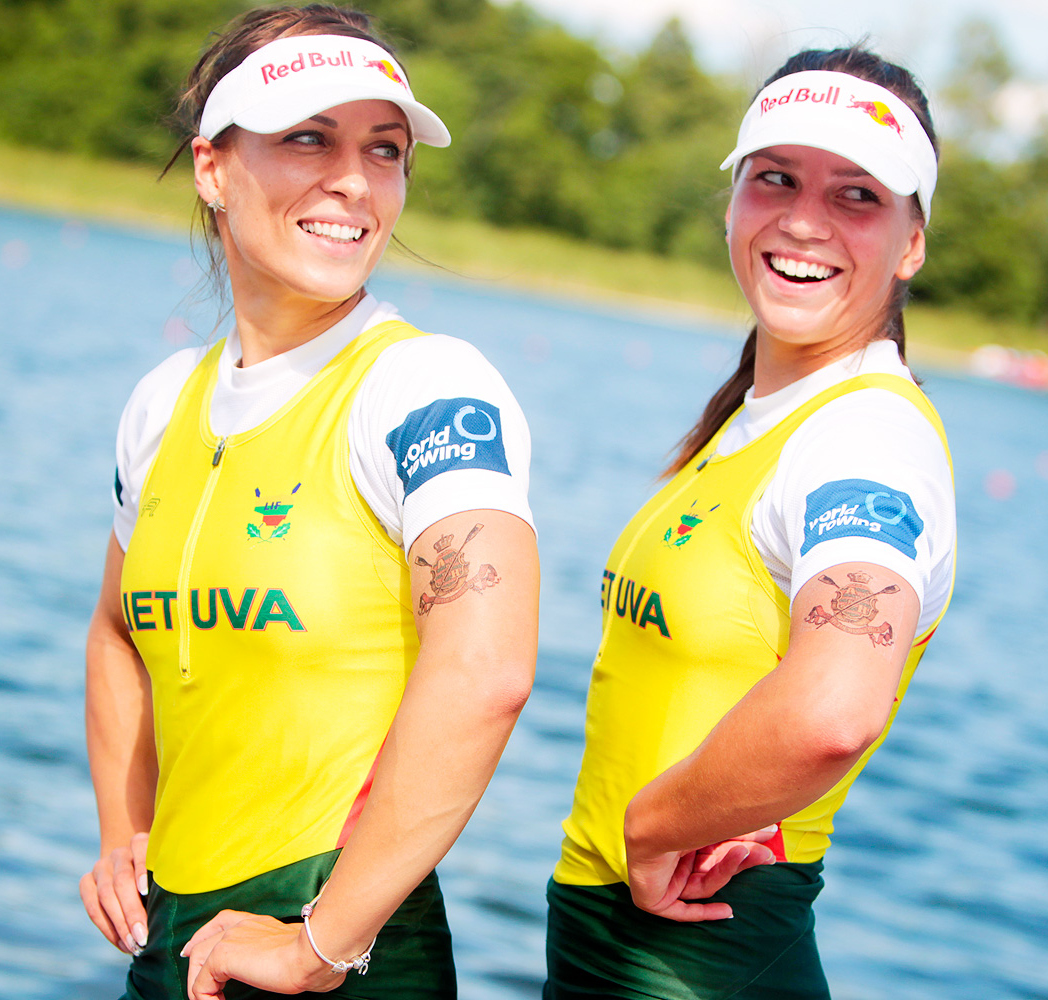
Donata Vištartaitė und Milda Valčiukaitė (rechts) im Jahr 2014

Milda Valčiukaitė (* 24. Mai 1994 in Vilnius) ist eine litauische Ruderin. Sie war Weltmeisterin 2013 und 2018.

## Sportliche Karriere
Die 1,75 m große Milda Valčiukaitė belegte bei den Junioren-Weltmeisterschaften 2010 den siebten Platz im Einer, bei den Junioren-Weltmeisterschaften 2011 siegte sie mit Ieva Adomaviciutė im Doppelzweier. bei den Junioren-Weltmeisterschaften 2012 siegten die beiden Litauerinnen und belegten den vierten Platz bei den U23-Weltmeisterschaften.
Seit 2013 rudert Milda Valčiukaitė mit Donata Vištartaitė im Doppelzweier, gleich in ihrer ersten gemeinsamen Saison siegten die beiden sowohl bei den Europameisterschaften als auch bei den Weltmeisterschaften. 2014 belegten die beiden im Weltcup dreimal den zweiten Platz, bei den Weltmeisterschaften verpassten sie als Vierte die Medaillenränge. Milda Valčiukaitė trat 2014 auch bei den U23-Weltmeisterschaften an und gewann den Titel im Einer. Die Rudersaison 2015 begann für Valčiukaitė und Vištartaitė mit einer Silbermedaille bei den Europameisterschaften. Anfang Juli folgte der Sieg bei der Universiade. Bei den Weltmeisterschaften erreichten sie den fünften Platz. 2016 siegten die beiden Litauerinnen bei den Olympischen Spielen 2016 in ihrem Vorlauf, belegten im Halbfinale den zweiten Platz und gewannen im Finale die Bronzemedaille. Das war die dritte olympische Medaille im Rudern für Litauen. 
2017 belegte Valčiukaitė mit Ieva Adomavičiūtė den vierten Platz bei den Weltmeisterschaften. 2018 gewannen die beiden die Bronzemedaille bei den Europameisterschaften in Glasgow, anderthalb Monate später siegten sie bei den Weltmeisterschaften in Plowdiw. 2019 belegte das Duo den fünften Platz bei den Europameisterschaften und den neunten Platz bei den Weltmeisterschaften. 2021 kehrte Donata Vištartaitė verheiratet als Donata Karalienė zurück. Donata Karalienė und Milda Valčiukaitė gewannen bei den Europameisterschaften in Varese die Silbermedaille hinter dem rumänischen Doppelzweier. Bei den Olympischen Spielen in Tokio siegten die Rumäninnen vor den Booten aus Neuseeland und aus den Niederlanden. Mit fast zwei Sekunden Rückstand auf die Bronzemedaille belegte der litauische Doppelzweier den vierten Platz.
Von 2014 bis 2017 war sie viermal in Folge Teil von Litauens Damenmannschaft des Jahres.